# Nun laßt uns Gott dem Herren

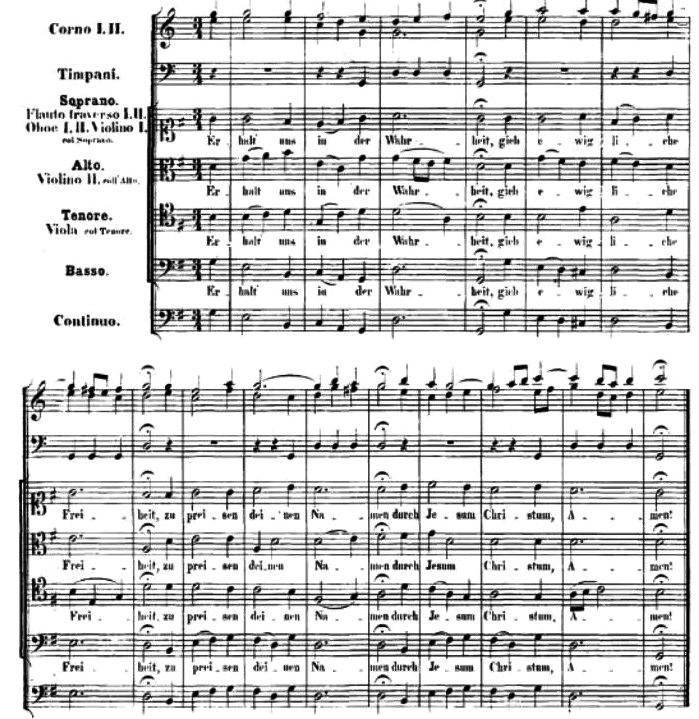
Johann Sebastian Bach: Coral final de la cantata Gott der Herr ist Sonn und Schild, texto del himno Nun lasst uns Gott dem Herren de Ludwig Helmbold

Nun lasst uns Gott dem Herren (Ahora demos gracias al señor) es un himno luterano de 1575 escrito por Ludwig Helmbold. Es una obra de agradecimiento, con íncipit: «Nun lasst uns Gott dem Herren Dank sagen und ihn ehren» (Ahora demos gracias a Dios, el Señor, y honrémoslo). La melodía, publicada por Nikolaus Selnecker, apareció en 1587. Es un canto que aún figura en los himnarios alemanes, tales como el Evangelisches Gesangbuch protestante con el número EG 320.

## Historia
Ludwig Helmbold era un pedagogo que eligió una métrica siempre de cuatro líneas de igual longitud para el himno, un formato que usó para la mayoría de sus himnos. Según el encabezado, fue pensado para ser una oración cantada de agradecimiento después de comer: «Eyn Dyncklied, nach essens, vnd sunst, fur allerley Wolthaten Gottes ...» (Una canción de agradecimiento, después de comer, y también para varias benefacciones de Dios). Se publicó en Mülhausen en 1575. La portada se perdió, pero era probablemente como la edición posterior de 1589, Geistliche Lieder / den Gottseligen Christen zugericht. Apareció en el himnario Neu Leipziger Gesangbuch de Gottfried Vopelius en 1682 y en la colección Harmonischer Lieder-Schatz de Johann Balthasar König en 1738.
El canto figura aún en los himnarios alemanes, como el Evangelisches Gesangbuch protestante con el número EG 320. Aparece en 14 himnarios.
El himno se convirtió en modelo para otros himnos de agradecimiento, incluido el de Paul Gerhardt Nun lasst uns geh und treten, una canción para el día de Año nuevo que incluso sigue las palabras del comienzo, cantadas en la misma melodía.

## Melodía y arreglos
La melodía la compuso probablemente Balthasar Musculus, editada por Nikolaus Selnecker cuando apareció en 1587. Como canción de agradecimiento y oración, otros compositores reutilizaron el himno a menudo. Dieterich Buxtehude compuso la cantata BuxWV 81. Johann Sebastian Bach usó la coral como el cierre de dos cantatas, su cantata de Weimar del domingo de Trinidad, O heilges Geist- und Wasserbad, BWV 165, y su cantata para el día de la Reforma, Gott der Herr ist Sonn und Schild, BWV 79.
Vincent Lübeck compuso seis variaciones para órgano. Sigfrid Karg-Elert se basó este himno para el n.º 31 de sus 66 improvisaciones corales para órgano, publicadas en 1909. Max Drischner compuso preludios corales, incluyendo el himno en 1945.